# Thomas Corbett
El tinent general Thomas William Corbett, CB, MC & Barra (2 de juny de 1888 - 30 de desembre de 1981) va ser un oficial de l'exèrcit indi britànic que va comandar el IV Cos durant la Segona Guerra Mundial.

## Biografia
Corbett va assistir a la Reial Acadèmia Militar de Sandhurst i va ser inclòs a la Llista de persones soltes per a l'exèrcit indi britànic el 19 de gener de 1907. Desplaçat a l'Índia, va ser adscrit al 1r Batalló, Queen's Royal Regiment (West Surrey) el 15 de març. 1907 durant un any. Va ser admès a l'exèrcit indi el 15 de març de 1908 i es va unir al 9th Hodson's Horse.
Després de l'esclat de la Primera Guerra Mundial, Corbett va desembarcar a França el 7 de novembre de 1914 i va ser ferit el 21 de desembre. Va esdevenir capità d'estat major de la 3a Brigada de cavalleria (Ambala) el 4 d'abril de 1916, major de brigada de la 1a Brigada de cavalleria el 8 de juny de 1917, i major de brigada de la Brigada Ambala el 23 de febrer de 1918. Va servir a França fins al 31 de març de 1918, quan es va traslladar per servir a Palestina. Va rebre la Creu Militar a la London Gazette del 3 de juny de 1918. Va ser ferit el 23 de maig mentre dirigia una incursió a trinxeres, per la qual va rebre més tard una Barra a la seva Creu Militar. La citació de la Barra diu:
| « | Per galanteria conspícua i devoció al deure. Va liderar una incursió molt reeixida a les trinxeres enemigues, causant grans baixes a l'enemic en morts i ferits. Va mostrar altes qualitats d'organització, coratge i lideratge, i va ser en gran part gràcies al seu bon exemple que la incursió contra un nombre molt superior va tenir èxit. | » |

Corbett també va ser esmentat en els despatxos dues vegades. Va passar a ser major de brigada de la 160a Brigada, Força Expedicionària Egípcia el 2 d'agost de 1918.

### Període d'entreguerres
Després de la guerra, Corbett es va convertir en ajudant adjunt i intendent general de la 4a divisió de cavalleria de la Força Expedicionària Egípcia del 7 d'agost de 1919 al 31 d'agost de 1920.
Corbett va assistir a la Acadèmia d'Estat Major de Quetta el 1921–22 i va ser nomenat oficial d'estat major de grau 2 a l'estat major del Comandament Sud, Índia des del 15 de febrer de 1922 fins al 28 d'agost de 1925. Va ser novament nomenat oficial d'estat major de grau 2 com a oficial d'estat major al general de cavalleria del 26 de setembre de 1925 al 4 de desembre de 1926.
Corbett va ser nomenat oficial d'estat major de grau 2 i instructor l'Acadèmia d'Estat Major de Quetta del 14 de gener de 1930 al 31 d'agost de 1932 i transferit a 2n de Llancers el 12 de maig de 1930. Va servir com a comandant del 2n de Llancers del 31 d'octubre de 1933 al 7 d'abril de 1935. Posteriorment va ser nomenat per al càrrec d'ajudant ajudant i intendent general del 8 d'abril de 1935 al 5 de setembre de 1935. Va servir com a oficial d'estat major de grau 1 i instructor a la Staff College de Quetta del 6 de setembre de 1935 al 27 de setembre. juny de 1938 i com a comandant de la Brigada Sialkot des del 2 d'agost de 1938 al 28 de gener de 1940.

### Segona Guerra Mundial
Corbett va servir a la Segona Guerra Mundial com a brigadier responsable de la cavalleria al Quarter General de l'Exèrcit, Índia i després com a inspector del quarter general de l'exèrcit de cavalleria a l'Índia del 29 de gener de 1940 al 31 d'agost de 1940, abans de convertir-se en oficial general al comandament (GOC) del 1a divisió blindada índia l'1 de setembre (més tard coneguda com a 31a Divisió Blindada Índia). Va ser nomenat Company de l'Orde del Bany el gener de 1941. Va passar a ser comandant del IV Cos de gener a març de 1942 a l'Iraq, abans de ser nomenat cap d'estat major a l'Orient Mitjà més tard aquell any. Corbett, tot i ser recomanat per al comandament del Vuitè Exèrcit britànic per Claude Auchinleck, va ser destituït en l'anomenada "purga del Caire" l'agost de 1942.
Aleshores va ser GOC de la 7a Divisió d'Infanteria Índia a l'Índia des del 23 d'octubre de 1942 fins al juliol de 1943, quan va lliurar el comandament a Frank Messervy abans de retirar-se com a major general el 23 d'octubre de 1943. El motiu del seu retir sobtat de la seva divisió va ser, aparentment, una fallada de seguretat que "va fer caure al seu cap la ira de l'Alt Comandament" superior".
A l'octubre de 1945, Corbett havia estat reemprat com a cap de la Secció Històrica de Serveis Combinats (Índia) mentre es trobava a la Reserva Regular d'Oficials de l'Índia.

### Anys de postguerra
Després de retirar-se de l'exèrcit, Corbett, enumerant la seva recreació com a pintura, finalment es va establir a Sussex i es va tornar a casar el 1952 després de la mort de la seva primera dona. No se sap com va passar els anys restants de la seva llarga vida encara que The Times el va descriure com un "home valent, modest i amable".

## Historial militar
- Tinent Coronel – 19-01-1933
- Coronel – 08-04-1935, antiguitat 01-07-1933
- Brigadier – 02-08-1938 (temporal)
- Major General – 23-12-1940 (en funcions: 01-09-1940; antiguitat: 23-04-1940)
- Tinent General - 12-01-1942[13]

## Condecoracions
- Company de l'orde del Bany
- Creu Militar & Barra
- Estrella de 1914-15
- Medalla Britànica de la Guerra 1914-20
- Medalla de la Victòria de 1914-1918 amb Menció als Despatxos
- Estrella de 1939-45
- Estrella d'Àfrica
- Medalla de la Guerra 1939-1945